# Agasias de Arcadia
Agasias (en griego antiguo: Ἀγασίας) fue un estínfalo de Arcadia mencionado frecuentemente por Jenofonte como un valiente y activo oficial del ejército de la Expedición de los Diez Mil. Fue un conocido tanto de Hierón I de Siracusa como de Jenofonte. En su juventud, consiguió una victoria olímpica y contrató a Píndaro para componer una canción de celebración. Fue herido mientras luchaba contra Asidates.